# Динамо (стадион, Махачкала)
Вижте пояснителната страница за други значения на Динамо.
„Динамо“ е стадион в гр. Махачкала - столицата на Република Дагестан, Русия. На него домакинските си мачове играят едноименният клуб и „Анжи“.
Стадионът е сред най-старите спортни съоръжения в Русия, като е открит през 1927 г. В края на 1990-те години, когато „Анжи“ влиза в Руска Висша Дивизия, на стадиона е поставено табло и е разширена западната трибуна.
„Динамо“ има категория 3 звезди от УЕФА.